# Prasečí válka
Prasečí válka (v srbské cyrilici Царински рат – doslova „celní válka“) byla celní válka mezi Srbským královstvím a Rakousko-Uherskem; jeden z prvních aktů, po kterých následovalo prudké ochlazení vzájemných vztahů mezi oběma zeměmi, trvající téměř až do první světové války. Odehrála se v letech 1906-1908.
Vídeň byla značně nespokojená, když se Srbové rozhodli vojenské střelivo odebírat nikoliv z Rakouska, ale z Francie. Srbská vláda se pomocí smluv s Francií a Bulharskem pokoušela decentralizovat své obchodní toky tak, aby země nebyla závislá na jediném subjektu (Rakousku). Na protest Rakousko-Uhersko vypovědělo roku 1906 smlouvy o vzájemném obchodu se Srbskem, což zprvu těžce poškodilo tamní produkci vepřů, kteří se již po desítky let chovali v Srbsku hlavně pro rakouské odběratele; ale později se Srbsku podařilo najít nové trhy, především v zemích budoucí Dohody a také v Německu. Srbská vláda získala zahraniční kapitál na výstavbu zpracovatelských závodů, takže se již nevyvážel přímo dobytek, ale rovnou poražené maso. Bělehradu se tak podařilo v tomto konfliktu vyhrát a posílit míru nezávislosti země. Kromě toho bylo také uvaleno ze srbské strany embargo na dovoz průmyslových výrobků a strojů z Rakouska. Normální vztahy mezi oběma státy byly obnoveny až v lednu 1911.